# Allobaccha atra
Allobaccha atra är en tvåvingeart som först beskrevs av Doesburg 1959.  Allobaccha atra ingår i släktet Allobaccha och familjen blomflugor. Inga underarter finns listade i Catalogue of Life.